# Catedral de Nuestra Señora del Rosario (Santos)
La Catedral de Nuestra Señora del Rosario o Catedral de Santos es una iglesia católica en la ciudad de Santos, en São Paulo, Brasil. Es la sede de la diócesis de Santos y la Parroquia de Nuestra Señora del Rosario Aparecida, la más antigua de la ciudad.

## Historia
La antigua iglesia de Santos, predecesora de la actual catedral fue demolida en 1907 por estar en un estado avanzado de deterioro. En 1909 comenzó la construcción de la nueva iglesia -el templo actual- según el diseño del ingeniero alemán Maximilian Emil Hehl, profesor de la Escuela Politécnica de São Paulo. Hehl diseñó una iglesia de estilo neogótico de moda en ese momento, con una cúpula sobre el crucero de estilo renacentista. En general, el proyecto es similar a la Catedral Metropolitana de São Paulo, diseñada por el mismo Hehl. 
La iglesia, aún sin terminar, se abrió temporalmente en 1924, con una Misa celebrada por el arzobispo metropolitano Duarte Leopoldo e Silva. En 1925 se creó la Diócesis de los Santos por el papa Pío XI, y el templo fue elevado a la categoría de catedral. Las obras de la iglesia no estarían terminadas hasta 1967.
La entrada a la catedral está custodiada por las estatuas de San Pedro y San Pablo, mientras que la torre está decorada con esculturas de los profetas y los cuatro evangelistas. En el interior, vitrales alemanes cuentan la vida de la Virgen. En la capilla del Santísimo Sacramento se encuentran tres frescos de Benedito Calixto que representan a Noé, el sumo sacerdote Melquisedec y Cristo con los discípulos de Emaús. La Capilla de Nuestra Señora de Fátima tiene una imagen de la virgen traída de Portugal.
La catedral tiene también una cripta donde están enterrados los obispos Idilio José Soares y David Picão además de sacerdotes y también ha lugar para todo el pueblo.